# Момот, Игорь Фёдорович
Игорь Фёдорович Момот (укр. Ігор Федорович Момот; 18 августа 1965 — 11 июля 2014) — украинский военный деятель, генерал-майор (звание присвоено посмертно) Государственной пограничной службы Украины, Герой Украины (посмертно). Руководитель Учебного центра подготовки младших специалистов Государственной пограничной службы Украины (г. Черкассы, деревня Оршанец), начальник мотоманёвренной группы Государственной пограничной службы, заместитель начальника Восточного регионального управления Государственной пограничной службы Украины.

## Биография

### Служба в СССР
Родился 18 августа 1965 года в Тирасполе (Молдавская ССР, ныне непризнанная Приднестровская Молдавская Республика). Окончил в 1986 году Свердловское высшее военно-политическое танко-артиллерийское училище, направлен проходить службу в Краснознамённый Среднеазиатский пограничный округ КГБ СССР. Начинал службу в Демократической Республике Афганистан на посту заместителя начальника по политической части миномётной батареи 1-й мотоманёвренной группы «Меймене» 47-го Керкинского пограничного отряда. Позже — помощник начальника политотдела по комсомольской работе 47-го Керкинского пограничного отряда, занимал пост до 1990 года. В феврале 1990 года в составе группы политработников Краснознамённого Среднеазиатского пограничного округа КГБ СССР проходил службу в Баку и Нахичевани, за что дважды был награждён медалью «За отличие в охране государственной границы СССР». С 1990 по 1992 годы заместитель начальника по политической части 1-го пограничного отряда (район Ширам). Службу в СССР закончил 12 июня 1992 года.

### Служба в государстве Украина
12 июня 1992 года Игорь Момот перешёл в Государственную пограничную службу Украины. Он занимал посты коменданта Подольского пограничного отряда, начальника Измаильского пограничного отряда (командовал 3,5 года). Окончил в 1997 году Академию пограничных войск Украины, в 2006 году — Межрегиональную академию управления персоналом. С 12 декабря 2007 года руководитель Учебного центра подготовки младших специалистов Государственной пограничной службы Украины. Заместитель начальника оперативного управления в центральном аппарате Государственной пограничной службы Украины (г. Киев).

### Война на востоке Украины
После осложнения ситуации на российско-украинской границе Игорь Момот сформировал и возглавил мотоманёвренную группу при Учебном центре для использования на наиболее уязвимых участках государственной границы. С 31 мая 2014 года заместитель начальника Восточного регионального управления пограничной службы Украины. Участвовал в боях против вооружённых формирований ДНР в районе Дмитровки, Мариновки и Амвросиевки.
11 июля 2014 года в районе Зеленополья на позициях опорного пункта украинских сил располагались подразделения 24-й отдельной механизированной, 72-й отдельной механизированной и 79-й отдельной аэромобильной бригад ВС Украины, а также мотоманёвренная группа пограничников Луганской области. Примерно в 4:30 утра по этим позициям был нанесён ракетный удар, предположительно осуществлённый российскими войсками с территории Российской Федерации. Игорь Момот, находившийся на пункте пропуска «Должанский», погиб в результате атаки, получив смертельное осколочное ранение.
12 июля 2014 года указом президента Украины Петра Порошенко Игорю Фёдоровичу Момоту было посмертно присвоено звание генерал-майора, а также было объявлено о присвоении одной из пограничных застав Украины имени Игоря Момота.
29 апреля 2019 года указом президента Порошенко присвоено звание Герой Украины с вручением ордена «Золотая Звезда» (посмертно).

## Память
- Улица генерал-майора Момота появилась в деревне Русская Поляна Черкасской области[10].
- С 7 октября 2014 года Учебный центр подготовки младших специалистов Государственной пограничной службы Украины носит имя генерал-майора Игоря Момота[11].
- Школа № 26 города Черкассы (улица Маршала Батицкого, 15) носит имя И. Ф. Момота, там же открыты памятный музей и мемориальная табличка.
- С 20 ноября 2015 года решением Харьковского городского совета улица Третьего Интернационала носит имя генерала Игоря Момота.
- С 19 февраля 2016 года в Измаиле бывшая улица Шаумяна по решению городского головы носит имя генерала Момота[12].
- С 27 июня 2016 года в Черкассах одна из улиц носит имя генерала Момота[13].
- 24 августа 2016 года на Площади Славы в Черкассах был открыт памятник Игорю Момоту[14].
- 7 декабря 2016 года на Килийском судостроительном заводе был спущен на воду теплоход Украинского дунайского пароходства «Игорь Момот»[15]

## Награды
- Орден Богдана Хмельницкого II степени (20 июня 2014)
- Орден Богдана Хмельницкого III степени (25 мая 2009)
- Орден Красной Звезды (7 марта 1989)
- Орден «Народный Герой Украины» (11 февраля 2017)[16]
- Медаль «Защитнику Отечества» (14 октября 1999)
- Медаль «За боевые заслуги» (6 января 1988)
- Медаль «70 лет Вооружённых Сил СССР» (23 февраля 1988)
- Медаль «За отличие в охране государственной границы СССР» (2 апреля 1988)
- Медаль «За отличие в охране государственной границы СССР» (февраль 1990)[17]
- Медаль «Воину-интернационалисту от благодарного афганского народа»
- Медаль «10 лет Саурской революции»
- Орден «Золотая Звезда», звание Герой Украины (03 мая 2019 года)